# Dream Theater (album)
Pour les articles homonymes, voir Dream Theater.
Albums de Dream Theater
A Dramatic Turn of Events
(2011) Live at Luna Park
(2013)
Singles
1. The Enemy Inside
Sortie : 6 août 2013
2. Along for the Ride
Sortie : 9 septembre 2013
3. The Looking Glass
Sortie : 3 février 2014

Dream Theater est le douzième album studio du groupe de metal progressif américain Dream Theater, sorti le 24 septembre 2013 via Roadrunner Records. C'est le deuxième album studio enregistré avec le batteur Mike Mangini, qui a remplacé Mike Portnoy en 2011, mais c'est la première fois que Mangini participe à la composition de l'album.
Le premier single, The Enemy Inside, est sorti le 6 août 2013.

## Enregistrement
L'album a été enregistré au Cove City Studio à Glen Cove près de Long Island.

## Parution et promotion
L'album se classe 7e au Billboard 200 et s'est vendu à plus de 34 000 exemplaires à sa première semaine aux États-Unis. Lors de la tournée de promotion, le groupe donne un concert unique au Boston Opera House le 25 mars 2014, accompagné par l'orchestre et la chorale du Berklee College of Music. Leur performance est filmée par Pierre et François Lamoureux, conduisant à sa sortie en DVD/Blu-Ray le 30 septembre 2014, intitulée Breaking the Fourth Wall, produite par John Petrucci et mixée/matricée par Richard Chycki.

## Pistes
Toutes les paroles sont écrites par John Petrucci, sauf Surrender to Reason paroles écrites par John Myung.
| No | Titre | Musique                                                | Durée |
| -- | --- | ------------------------------------------------------ | ----- |
| 1. | False Awakening Suite - I. "Sleep Paralysis" - II. "Night Terrors" - III. "Lucid Dream                                                                                       | John Petrucci, Jordan Rudess                           | 2:42  |
| 2. | The Enemy Inside | Dream Theater                                          | 6:17  |
| 3. | The Looking Glass | Dream Theater                                          | 4:53  |
| 4. | Enigma Machine | John Petrucci, Jordan Rudess, John Myung, Mike Mangini | 6:02  |
| 5. | The Bigger Picture | Dream Theater                                          | 7:41  |
| 6. | Behind the Veil | Dream Theater                                          | 6:53  |
| 7. | Surrender to Reason | Dream Theater                                          | 6:35  |
| 8. | Along for the Ride | John Petrucci, Jordan Rudess                           | 4:45  |
| 9. | Illumination Theory - I. "Paradoxe de la Lumière Noire" - II. "Live, Die, Kill" - III. "The Embracing Circle" - IV. "The Pursuit of Truth" - V. "Surrender, Trust & Passion" | Dream Theater                                          | 22:18 |

## Musiciens
- John Petrucci : guitare
- John Myung : basse
- Jordan Rudess : claviers
- Mike Mangini : batterie
- James LaBrie : voix

## Personnel technique
- John Petrucci : producteur
- Richard Chycki : ingénieur du son

## Classements hebdomadaires
| Classement (2013)                       | Meilleure place |
| --------------------------------------- | --------------- |
| Allemagne (Media Control AG)            | 4               |
| Australie (ARIA)                        | 15              |
| Autriche (Ö3 Austria Top 40)            | 7               |
| Belgique (Flandre Ultratop)             | 16              |
| Belgique (Wallonie Ultratop)            | 29              |
| Canada (Canadian Albums Chart)          | 5               |
| Danemark (Tracklisten)                  | 6               |
| Espagne (Promusicae)                    | 11              |
| États-Unis (Billboard 200)              | 7               |
| États-Unis (Billboard Hard Rock Albums) | 1               |
| Finlande (Suomen virallinen lista)      | 2               |
| France (SNEP)                           | 18              |
| Italie (FIMI)                           | 2               |
| Japon (Oricon)                          | 10              |
| Norvège (VG-lista)                      | 4               |
| Nouvelle-Zélande (RIANZ)                | 27              |
| Pays-Bas (Mega Album Top 100)           | 4               |
| Portugal (AFP)                          | 10              |
| Royaume-Uni (UK Albums Chart)           | 15              |
| Royaume-Uni (Rock & Metal Albums)       | 1               |
| Suède (Sverigetopplistan)               | 5               |
| Suisse (Schweizer Hitparade)            | 5               |